# Dicranota consors
Dicranota (Rhaphidolabis) consors là một loài ruồi trong họ Pediciidae. Chúng phân bố ở vùng sinh thái Palearctic.